# Itači Učiha
Itači Učiha (јап. うちは イタチ, Uchiha Itachi), u nekim srpskim izdanjima naveden i kao Itaći Ućiha, je jedan od likova iz serije Naruto i stariji brat Saskea Učihe. Odgovaran je za ubijanje svih članova Učiha klana, štedeći samo svog mlađeg brata Saskea. Iako je tretiran kao antagonista veći deo animea, kasnije je otkriveno da je Itači ubio ceo svoj klan da spreči državni udar koji bi kasnije rezultovao ratom, i da je to radio u najboljem interesu za svog mlađeg brata i svoje selo Konohagakure.
Itačijev lik je popularan među fanovima, i kritičarima. Postepeno otkrivanje njegove prošlosti i njegov uticaj na priču takođe je dobilo pozitivne reakcije, i njegove borbe su označene kao „jedne od najboljih” u seriji.

## Pozadina
Itači je stariji sin vođe Učiha klana, Fugakua Učihe. Od malena je pokazivao velike sposobnosti, bio je najbolji iz svoje generacije, genije. Itačija i njegova razmišljanja je malo ko mogao da shvati. Kada je imao samo četiri godine doživeo je velike traume, zbog Trećeg šinobi rata i žrtava koje je on doneo. Itači je dosta vremena proveo izučavajući spise Konohagakurea koje su za sobom ostavili preci.
Itači je prikazan tokom napada Devetorepe lisice na selo i tada se brinuo o svom mlađem bratu.
U sedmoj godini kada je maturirao na akademiji, Itači je razmišljao kao Hokage. Šaringanom je ovladao u osmoj godini, postao čunin u desetoj i postao kapetan ANBU jedinica sa trinaest godina. Itači je bio dosta hvaljen od svog oca, koji je često nenamerno zaboravljao na Saskea, jer je bio preokupiran Itačijem, pošto je on trebalo da ga nasledi.
Učiha klan se spremao da izvrši udar na vlast u selu, a seoske vođe izuzev trećeg Hokagea su želele da uklone pretnju. Danzo Šimura se tajno susreće sa Itačijem i ucenjuje ga, govoreći mu da može da ubije svoj klan, a on će za uzvrat poštedeti njegovog mlađeg brata, ili da ostane na strani klana i da zajedno sa njim bude uništen. Za vreme kada je Šisui Učiha bio angažovan da špijunira Itačija, njih dvojica su razgovarali kod Naka reke, i već tada je Danzo uzeo jedno Šisuijeovo oko. Šisui svoje drugo oko daje Itačiju, da bi Itači mogao da aktivira večni mangekjo šaringan. Posle ovoga Itači se sreće sa misterioznim likom sa maskom po imenu Obito Učiha, koga moli da poštedi selo i njegovog mlađeg brata, a zauzvrat pomoći će mu da uništi Učiha klan koji ga je napustio. Itači ubija sve članove klana izuzev Saskea i napušta selo, moli trećeg Hokagea pa čuva Saskea od Danza i potom se pridružuje organizaciji po imenu Akacuki, kao špijun. Oročimaru pokušava da preuzme Itačijevo telo zbog želje za šaringanom, ali ga Itači savladava gendžucuom i otkida mu desnu ruku. Oročimaru besan napušta Akacuki.

## Ličnost
Od samog pojavljivanja Itači je bio veoma tajanstven i misteriozan lik. Itači je u prošlosti prikazan kao veoma osećajna osoba, iako su do otkrivanja prave istine svi mislili da je on bio vešt glumac. Itači je od malih nogu nastojao da zaštiti svog mlađeg brata Saskea, šta god da se desi. Kao član Akacukija on je pokazao veliku samokontrolu svojih emocija. Njegova najveća izneneđena su bila kada je njegov protivnik pokazao veću snagu nego što je on očekivao. On nije imao nikakvu drskost, nikad nikom nije rekao da je moćan i u mnogo navrata je pohvaljivao svoje protivnike.

## Sposobnosti
Itači Učiha je maturirao na akademiji kada je imao samo sedam godina, a ovladava šaringanom sa samo 8 godina. Itači je jedan od najjačih nindži svog vremena, pobeđivao je veoma jake nindže kao što su Kakaši Hatake i Oročimaru. Uprkos tome što je bio jači od svojih protivnika nikoga nije potcenio i nikad nije uhvaćen spuštenog garda. Obito je rekao da ne bi smeo da se upušta u borbu sa Itačijem sa njegovom punom snagom. Tokom borbe sa Kakašijem, Asuma Sarutobi i Kurenaj Juhi, Kakaši je istakao da ne koristi ni polovinu svojih ukupnih sposobnosti.

### Taidžucu
Itačijev taidžucu je na veoma visokom nivou, što je prikazano nekoliko puta tokom mange i animea. Sa lakoćom je pobedio tri iskusna [šinobija sa šaringanom u svom klanu, uspeo je da zaustavi Saskeov čidori sa jednom rukom u prvom delu, a pod kontrolom od strane Kabuta Jakušija je mogao da parira perfektnim džindžurikijima kao što su Kiler Bi i Naruto. Itačijevi refleksi i brzina njegovih znakova ruku je veoma visoka, što se vidi iz njegove borbe sa Kakašijem.

### Nindžucu
Kao član Učiha klana mogao je da koristi vatreni stil, a pored njega vodeni i vetroviti stil. Od nindžucua Itači koristi džucu prizivanja kojim može da prizove vrane u borbi. Takođe je mogao da zavara protivnike tako što stvori klona senke koji eksplodira i nanese velike povrede protivniku. Bio je i veoma vešt u šurikendžucuu što je rezultat njegovog napornog treninga. U tome se ogleda njegova preciznost. Mogao je da koristi džucu eksplozivnh klonova.

### Gendžucu
Itači je simbol za moćan gendžucu. On je mogao da stvori iluzije kakve je hteo korišćenjem svog šaringana. Njegov najjači gendžicu je cukojomi. Korisnik treba da uhvati pogled protivnika, a zatim ga mentalno prebacuje u dimenziju u kojoj on kontroliše vreme i prostor. Ovo je mnogo moćan gendžucu koji ima zadatak da slomi duh protivnika. Cunade Sendžu je jedina koja je mogla da leči žrtve ove tehnike. Pored toga mogao je da koristi razne vrste demonskih iluzija kao što je zamena ogledala neba i zemlje, kada Itači okreće protivnikov gendžucu protiv njega samog. Takođe, Itači je iskoristio Šisuijev gendžucu Kotoamacukami da se oslobodi Kabutove kontrole. Pored ovih gendžucua treba spomenuti i Izanami kojim je Itači kontrolisao reanimacije.

### Dojdžicu
Itači je mogao da koristi šaringan i mangekjo šaringan(s obzirom da je bio član Učiha klana). Itači se smatra jednim od najvećih korisnika ovog dojdžucua jer je ovladao svim njegovim moćima. Osim što je koristio cukojomi i druge gendžucue, Itači je mogao da koristi i amaterasu. Amaterasuom je mogao da stvori crne plamenove koji su mogli da progore bilo šta. Nakon što je ovladao vizuelnim moćima svog levog i desnog oka, Itači je bio u mogućnosti da prizove Susano i to u kompletnom obliku. Njegov Susano je vrlo moćan i napredan i to je prvi Susano koji se prikazuje u animeu. Takođe njegov Susano poseduje Tocuka mač i Jata ogledalo. Međutim, jedini problem je bio to što je Itači imao malu količinu čakre. U prvom delu je mogao da koristi mangekjo šaringan 3 puta na dan sa pauzama između korišćenja. Čak i kad bi aktivirao svoj kompletan Susano ne bi mogao dugo da ga održava i zato je u borbi sa Saskeom umro pre kraja borbe (zbog iscrpljenosti i isceđene čakre). Kad god bi koristio mangekjo šaringan rizikovao bi oštećenje vida i zamaranje očiju.

## Beleške
1. ↑  U srpskoj sinhronizaciji anime serije ime ovog lika transkribovano je kao „Itači Učiha”, dok se u prevodu mange koristi „Itaći Ućiha”.

## Spoljašnje veze
- IGN Adria - Gaming Portal
- Anime News Network - Novosti iz anime sveta